# آيت كاير (إيمندونيت)
آيت كاير هي إحدى مشيخات المملكة المغربية، تتبع جغرافيا لإقليم شيشاوة وإداريًا لإيمندونيت. يقدر عدد سكانها بـ 3772 نسمة حسب الإحصاء الرسمي للسكان والسكنى لسنة 2004.